# Agrotis debivari
Agrotis debivari är en fjärilsart som beskrevs av Emilio Berio 1962. Agrotis debivari ingår i släktet Agrotis och familjen nattflyn. Inga underarter finns listade i Catalogue of Life.